# R2E
R2E est un bureau d'étude français spécialisé dans l'électronique, qui a commercialisé en 1973 le Micral, calculateur considéré comme le premier micro-ordinateur de l'histoire. L'entreprise est rachetée en 1978 par la CII Honeywell Bull.

## Histoire
Paul Magneron et ses associés, CERME SA et André Truong, fondent en 1970 à Orsay, au sein de la zone d'activités de Courtabœuf, un bureau d'étude connu sous le sigle de R2E pour « Réalisations et Études Électroniques ».
À ses débuts, la société s’oriente vers la conception de systèmes électroniques destinés au médical ou au nucléaire.
En janvier 1973, R2E présente son premier micro-ordinateur, le Micral.
C'est une réussite pour la société, le Micral est un calculateur moderne et ses performances (500 kHz, mémoire RAM de 8 ko en version de base) le rendent compétitif au regard de son prix : 8 500 Francs, soit un cinquième de celui d'un PDP-8. La machine évoluera rapidement et une production en série est envisagée. Le Micral est annoncé dans la presse professionnelle et présenté au Sicob 1973.

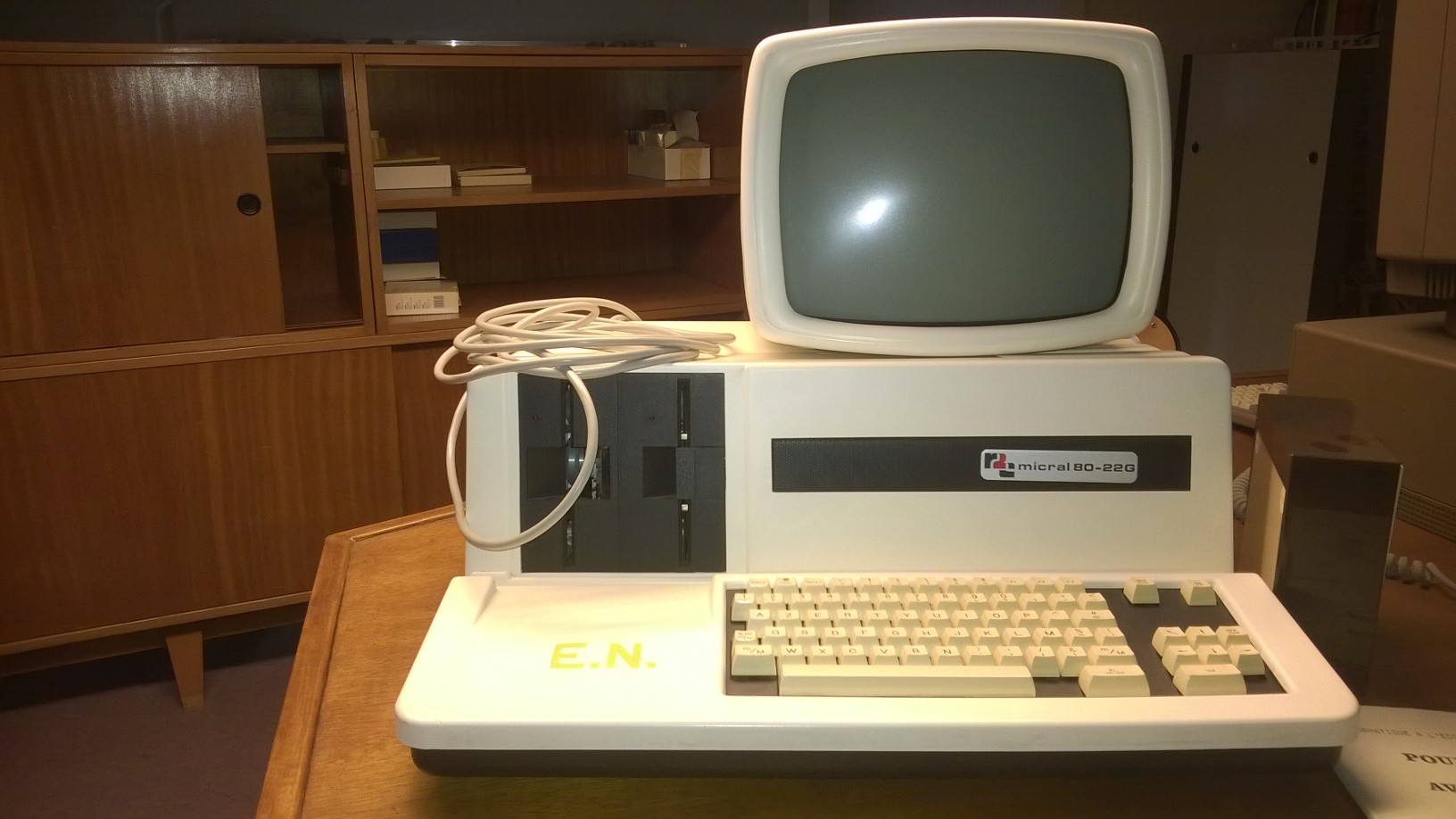
Ordinateur Micral 80-22G (1979)

R2E destine avant tout son ordinateur à des applications industrielles, scientifiques ou de gestion. L'ajout d'un lecteur de disquettes fait suite à une commande du CEA, il sera vendu pour équiper banques (Crédit agricole), installations chimiques ou péages autoroutiers (autoroute Lyon-Chambery,).
L'entreprise qui a déjà enregistré plus d'un millier de commandes cherche alors à diffuser son produit outre-atlantique. En avril 1974, elle lance un appel pour trouver un partenaire en Amérique du nord. Un an après, en novembre 1975, Warner & Swasey signe un accord de distribution. Le Micral M est présenté à la National Computer Conference de 1976 et de fil en aiguille R2E ouvrira la même année sa propre filiale aux États-Unis : « R2E Micral Microcomputers » à Wellesley Hills. Cette filiale est transférée en 1977 vers Minneapolis et renommée « R2E of America ».
Résolument tournée vers le monde de l'informatique professionnelle, R2E développe le système d'exploitation multitâches et multi-utilisateurs en temps réel Prologue et Michel Joubert signe les premières versions du BAL (Business Application Language), un langage de programmation destiné à la mise en œuvre d'applications métiers.
En 1978, la société est toujours à la recherche de nouveaux clients car moins de 2 000 Micral ont été livrés. En 1980, la CII Honeywell Bull apporte de nouveaux fonds en entrant au capital de R2E et André Rivière, quittant son poste de directeur général de la filiale France de la CII-HB, en devient le président. Cette étape permettra à R2E de se transformer progressivement en un véritable constructeur informatique.
En 1983, R2E est rebaptisée au nom de « Bull Micral ».
La direction de Bull souhaite entrer sur le marché des systèmes ouverts en adoptant la compatibilité IBM PC. En février 1985, après la démonstration d'un nouveau prototype et la résolution des problèmes potentiels de brevets, R2E introduit le Micral 30, monotâche et mono-utilisateur, compatible PC. Des accords de diffusion de logiciel sont passés avec Microsoft, Ashton-Tate et d’autres sociétés. Ce parti pris technologique provoquera le départ d’une partie de l'ancienne équipe R2E qui s'investira dans de nouvelles entreprises.
Le Bull Micral 60 succédera au Bull Micral 30. Ces machines dont les cartes mères sont fabriquées dans l’usine Bull d’Angers, seront assemblées et testées à Villeneuve-d'Ascq, la nouvelle usine de Bull Transac.

## Produits
- Micral
- Portal (ordinateur)
- Prologue